# ウチェナ・エメドル
ウチェナ・エメドル（Uchenna Emedolu、1976年9月17日 ‐ ）は、ナイジェリア・アナンブラ州出身で短距離走を専門にしていた元陸上競技選手。100mで9秒97、200mで20秒31の自己ベストを持つ。2004年アテネオリンピック男子4×100mリレーの銅メダリストである。

## 経歴

### 2001年
8月のエドモントン世界選手権に出場すると、男子100mは1次予選を10秒18（0.0）の全体2位、2次予選は風速計の故障で公認記録にならなかったものの10秒06の好タイム（全体10位）で突破し、世界大会の個人種目で初のセミファイナリストになった。準決勝では組4着までに入れば決勝に進出できたが、結果は10秒29（-1.7）の組5着（当時）に終わり、組4着とは0秒05差で決勝進出を逃した。男子200mでもセミファイナリストとなったが、決勝進出をかけた準決勝は20秒40（+0.7）の組7着で敗退した。アンカーを務めた男子4×100mリレーは準決勝で39秒05の組5着（当時）に終わり、組4着とは0秒08差で決勝進出を逃した。

### 2002年
7月のコモンウェルスゲームズに出場すると、男子100m決勝で10秒11（+0.2）をマークしてキム・コリンズ（9秒98）に次ぐ2位に入り、主要国際大会で初のメダルとなる銀メダルを獲得した。
9月のワールドカップにアフリカ大陸代表として出場すると、男子100mは10秒06（-0.3）の自己ベスト（当時）をマークしてキム・コリンズに同タイム着差ありで競り勝ち、100mでは男女通じて初のアフリカ人王者となった。男子4×100mリレーではアフリカチーム（イドリッサ・サヌー、エメドル、アジズ・ザカリ、フランク・フレデリクス）の2走を務め、38秒63をマークしての3位に貢献した。

### 2003年
8月のパリ世界選手権に出場すると、男子100mは前回大会に続いてセミファイナリストになり、準決勝を10秒15（+0.5）の組3着（当時）で突破。オリンピックと世界選手権を通じて初のファイナリストとなったが、決勝は10秒22の8位（当時）に終わった。男子200mでも前回大会に続いてセミファイナリストとなると、準決勝を20秒44（0.0）の組4着で突破し、100mと同じくファイナリストとなったが、決勝は20秒62（+0.1）の8位に終わった。男子4×100mリレーでも決勝に進出すると、決勝で2走（オルソジ・ファスバ、エメドル、Musa Deji、デジ・アリウ）を務め、38秒89をマークしての5位（当時）に貢献した。
10月のアフリカ競技大会に出場すると、男子100mの決勝では自身初の9秒台となる9秒97（+0.6）をマークしたが、デジ・アリウに0秒02差で敗れ銀メダルに終わった。男子200m決勝では20秒42（-0.9）をマークし、フランク・フレデリクス（20秒43）、アジズ・ザカリ（20秒51）らを破り初優勝を成し遂げた。

### 2004年
8月のアテネオリンピックに出場すると、男子100mはセミファイナリストになるも10秒35（-1.6）の組8着に終わり決勝には進めなかった。男子4×100mリレーでは2走（オルソジ・ファスバ、エメドル、アーロン・エベレ、デジ・アリウ）を務め、予選を38秒27の全体2位で突破すると、決勝では38秒23をマークしてイギリス（38秒07）、アメリカ（38秒08）に次ぐ3位に入り、この種目では1992年バルセロナ大会以来のメダルとなる銅メダル獲得に貢献した。

## 人物・エピソード
1997年後半まで陸上とサッカーを掛け持ちしていた。1998年に完全にサッカーに集中するためマルタに渡りサッカークラブの入団テストを受けるも良い結果は得られず、1999年に帰国したエメドルはサッカーのスパイクを売り払い陸上に集中することを決めた。

## 自己ベスト
記録欄の（　）内の数字は風速（m/s）で、+は追い風を意味する。
| 種目 | 記録           | 年月日                     | 場所                          | 備考           |
| 屋外 | 屋外           | 屋外                       | 屋外                          | 屋外           |
| ---- | -------------- | -------------------------- | ----------------------------- | -------------- |
| 100m | 9秒97 (+0.6)   | 2003年10月12日             | アブジャ                      |                |
| 200m | 20秒31 (+0.4)  | 2002年9月8日               | リエーティ                    |                |
| 200m | 20秒22w (+4.3) | 2005年8月9日               | ヘルシンキ                    | 追い風参考記録 |
| 室内 |                |                            |                               |                |
| 60m  | 6秒66          | 2002年2月3日               | シュトゥットガルト            |                |
| 200m | 20秒84         | 2002年2月3日 2002年2月24日 | シュトゥットガルト リエヴァン |                |

## 主要大会成績
| 年   | 大会                                 | 場所           | 種目    | 結果    | 記録          | 備考             |
| ---- | ------------------------------------ | -------------- | ------- | ------- | ------------- | ---------------- |
| 2000 | オリンピック                         | シドニー       | 200m    | 2次予選 | 20秒93 (0.0)  |                  |
| 2000 | オリンピック                         | シドニー       | 4x100mR | 準決勝  | DNF (1走)     |                  |
| 2001 | 世界選手権                           | エドモントン   | 100m    | 準決勝  | 10秒29 (-1.7) |                  |
| 2001 | 世界選手権                           | エドモントン   | 200m    | 準決勝  | 20秒40 (+0.7) |                  |
| 2001 | 世界選手権                           | エドモントン   | 4x100mR | 準決勝  | 39秒05 (4走)  |                  |
| 2002 | コモンウェルスゲームズ (en)          | マンチェスター | 100m    | 2位     | 10秒11 (+0.2) |                  |
| 2002 | コモンウェルスゲームズ (en)          | マンチェスター | 200m    | 2次予選 | DQ            |                  |
| 2002 | コモンウェルスゲームズ (en)          | マンチェスター | 4x100mR | 6位     | 39秒01 (4走)  |                  |
| 2002 | アフリカ選手権 (en)                  | ラデス         | 100m    | 2位     | 10秒00 (+3.8) |                  |
| 2002 | アフリカ選手権 (en)                  | ラデス         | 4x100mR | 優勝    | 39秒76 (4走)  |                  |
| 2002 | アフリカ選手権 (en)                  | ラデス         | 200m    | 予選    | DNS           |                  |
| 2002 | ワールドカップ (en)                  | マドリード     | 100m    | 優勝    | 10秒06 (-0.3) | アフリカ大陸代表 |
| 2002 | ワールドカップ (en)                  | マドリード     | 4x100mR | 3位     | 38秒63 (2走)  | アフリカ大陸代表 |
| 2003 | 世界室内選手権                       | バーミンガム   | 200m    | 予選    | DNS           |                  |
| 2003 | 世界選手権                           | パリ           | 100m    | 6位     | 10秒22 (0.0)  |                  |
| 2003 | 世界選手権                           | パリ           | 200m    | 8位     | 20秒62 (+0.1) |                  |
| 2003 | 世界選手権                           | パリ           | 4x100mR | 4位     | 38秒89 (2走)  |                  |
| 2003 | ワールドアスレチック ファイナル (en) | モナコ         | 100m    | 3位     | 10秒08 (+1.9) |                  |
| 2003 | アフリカ競技大会 (en)                | アブジャ       | 100m    | 2位     | 9秒97 (+0.6)  | 10秒の壁を突破   |
| 2003 | アフリカ競技大会 (en)                | アブジャ       | 200m    | 優勝    | 20秒42 (-0.9) |                  |
| 2004 | オリンピック                         | アテネ         | 100m    | 準決勝  | 10秒35 (-1.6) |                  |
| 2004 | オリンピック                         | アテネ         | 4x100mR | 3位     | 38秒23 (2走)  |                  |
| 2005 | 世界選手権                           | ヘルシンキ     | 100m    | 準決勝  | 10秒16 (-1.0) |                  |
| 2005 | 世界選手権                           | ヘルシンキ     | 200m    | 2次予選 | DNF           |                  |
| 2005 | 世界選手権                           | ヘルシンキ     | 4x100mR | 予選    | 39秒29 (2走)  |                  |
| 2006 | コモンウェルスゲームズ (en)          | メルボルン     | 100m    | 4位     | 10秒22 (+0.9) |                  |
| 2006 | コモンウェルスゲームズ (en)          | メルボルン     | 200m    | 6位     | 20秒66 (+0.5) |                  |
| 2006 | コモンウェルスゲームズ (en)          | メルボルン     | 4x100mR | 予選    | DNF (2走)     |                  |
| 2006 | アフリカ選手権 (en)                  | バンブース     | 100m    | 2位     | 10秒44 (-2.9) |                  |
| 2006 | アフリカ選手権 (en)                  | バンブース     | 4x100mR | 優勝    | 39秒63 (2走)  |                  |
| 2006 | アフリカ選手権 (en)                  | バンブース     | 200m    | 優勝    | 20秒61 (-1.5) |                  |
| 2006 | ワールドカップ (en)                  | アテネ         | 100m    | 4位     | 10秒14 (+1.1) | アフリカ大陸代表 |
| 2006 | ワールドカップ (en)                  | アテネ         | 4x100mR | 5位     | 38秒87 (2走)  | アフリカ大陸代表 |
| 2007 | アフリカ競技大会 (en)                | アルジェ       | 100m    | 3位     | 10秒37 (+0.6) |                  |
| 2007 | アフリカ競技大会 (en)                | アルジェ       | 200m    | 予選    | DNS           |                  |
| 2008 | アフリカ選手権 (en)                  | アディスアベバ | 100m    | 2位     | 10秒21 (+1.2) |                  |
| 2008 | アフリカ選手権 (en)                  | アディスアベバ | 4x100mR | 決勝    | DNF (3走)     |                  |
| 2008 | オリンピック                         | 北京           | 100m    | 1次予選 | 10秒46 (-0.1) |                  |
| 2008 | オリンピック                         | 北京           | 4x100mR | 予選    | DNF (4走)     |                  |